# Bernhard Fatscheck
Bernhard Fatscheck, född 8 januari 1800 i Tyskland, var en virtuos harpist vid Hovkapellet i Stockholm. Han arbetade där, den 1 december 1822 till 1 juli 1823 och 1 oktober 1829 till 1 oktober 1833. Fatscheck hade under en period varit förste harpspelare vid italienska operan i Petersburg.